# Lucena (kommun)
Lucena är en kommun i Spanien.   Den ligger i provinsen Province of Córdoba och regionen Andalusien, i den södra delen av landet, 300 km söder om huvudstaden Madrid. Antalet invånare är 42 592. Arean är 351 kvadratkilometer. Lucena gränsar till Aguilar de la Frontera, Badolatosa, Moriles, Monturque, Cabra, Rute församling, Encinas Reales, Benamejí, Palenciana och Alameda. 
Terrängen i Lucena är huvudsakligen kuperad, men åt nordväst är den platt.